# Заал Самадашвілі
Заал Самадашвілі (груз. ზაალ სამადაშვილი; 3 жовтня 1953, Тбілісі, Грузинська РСР — 1 листопада 2024, Тбілісі, Грузія) — грузинський письменник. 
Голова Тбіліської міської ради (2008-2013).

## Життєпис
Заал Самадашвілі народився 3 жовтня 1953 в Тбілісі.
Закінчив математико-механічний факультет Тбіліського державного університету. 
З 2005 по 2007 рік був директором Тбіліської державної школи № 53. 
З 2008 по 2013 був головою міської ради Тбілісі. 